# Moraea pilifolia
Moraea pilifolia är en irisväxtart som beskrevs av Peter Goldblatt. Moraea pilifolia ingår i släktet Moraea och familjen irisväxter. Inga underarter finns listade i Catalogue of Life.